# Wout Olaerts
Wout Olaerts (Genk, 19 augustus 1967) is een Belgisch illustrator van kinder- en jeugdboeken. Daarnaast werkt hij ook als grafisch vormgever.

## Opleiding
Vanaf 1973 volgde Wout Olaerts in Genk de voorbereidende cyclus kunstonderwijs aan de Weekendacademie, afdeling Grafiek – Beeldende Kunsten. Het getuigschrift hiervoor behaalde hij in 1986. Hij deed zijn middelbare studies van 1979 tot 1986 aan het St.-Jan Berchmanscollege in Genk. Daarna behaalde hij het diploma van grafisch vormgever aan het Sint-Lucasinstituut in Gent.

## Stijl
Olaerts’ stijl varieert naargelang het verhaal of de opdracht. Voor historische en science-fictionverhalen baseert hij zich op de stijl van Anton Pieck. Eigentijdse thema’s benadert hij met modern-fantastische schilderijen. Olaerts experimenteert graag, en gebruikt bij het tekenen voornamelijk verf, airbrushtechnieken en kleurpotloden.

## Werk
Sinds 1990 is Olaerts freelance illustrator/ontwerper, met een eigen grafisch bureau in Mechelen. In de loop van zijn carrière ontwierp hij affiches, promotiemateriaal, kalenders en folders voor diverse opdrachtgevers. Ook werkte hij als illustrator voor de populaire en langlopende reeks Vlaamse Filmpjes.
Olaerts gaf vorm aan de affiche voor de promotiecampagne van de Jeugdboekenweek in 1991. Deze opdracht kreeg hij in 1990 van het Nationaal Centrum voor Jeugdliteratuur.
In de loop van zijn carrière verzorgde Olaerts een groot aantal illustraties en grafische designs voor boeken die werden uitgegeven door Belgische uitgevers, zoals Clavis, Davidsfonds, de Eenhoorn, Baeckens Books, Standaard Publishers, The House of Books, Abimo, Houtekiet. Olaerts werkte ook voor verscheidene buitenlandse uitgeverijen, zoals Artis (Frankrijk, Zwitserland, Canada), Zirkoon, Zwijsen, Meulenhoff, Wolters-Kluwer (Nederland), Löwe-Verlag, KBC, Arena (Duitsland), Rouergue (Frankrijk), Foreign Rights (China).
In 1998 werkte Olaerts als storyboarder in Lissabon voor de film A Viaghem van regisseur G. Boustany. Deze film werd getoond op de wereldtentoonstelling van 1998 in Lissabon.
Olaerts is lid van de kunstraad van het Gemeenschapscentrum ‘t Blikveld Bonheiden. Sinds 2009 doceert Olaerts illustratie aan de Hogeschool PXL op het departement Mad School of Arts.

## Prijzen
Olaerts werd meermaals genomineerd voor de Kinder- en Jeugdjuryprijs.
Het boek Van kol, poes, rat, uil en raaf, geschreven door Brigitte Minne en geïllustreerd door Olaerts, won de "White Raven" in 2006 op de Bologna Children's Book Fair, een internationale toonaangevende professionele beurs voor kinderboeken.